# Вест Александрија (Охајо)
Вест Александрија (енгл. West Alexandria) град је у америчкој савезној држави Охајо.

## Демографија
По попису из 2010. године број становника је 1.340, што је 55 (-3,9%) становника мање него 2000. године.
| Група             | 2000.         | 2010.         |
| Белци             | 1.376 (98,6%) | 1.280 (95,5%) |
| Афроамериканци    | 5 (0,4%)      | 13 (1,0%)     |
| Азијати           | 0 (0,0%)      | 8 (0,6%)      |
| Хиспаноамериканци | 8 (0,6%)      | 19 (1,4%)     |
| Укупно            | 1.395         | 1.340         |